# Teletón 2012 (Chile)
La Teletón 2012 fue la vigésima quinta versión de la campaña solidaria que se realizó en Chile, la cual buscó recaudar fondos para la rehabilitación de niños con deficiencias motrices. La actividad fue transmitida por más de veintisiete horas consecutivas a través de los canales de la televisión chilena agrupados en la Asociación Nacional de Televisión (ANATEL). Se realizó desde el Teatro Teletón a partir de las 22:00 del viernes 30 de noviembre hasta las 21:00 del sábado 1 de diciembre y desde el Estadio Nacional Julio Martínez Prádanos desde las 22:00 en su recta final.

Luego de 28 horas y 30 minutos de transmisión ininterrumpida, el monto recaudado durante la jornada solidaria a las 02:30 del domingo 2 de diciembre fue de CL$ 25 445 520 245 (US$ 65 121 830), superando en un 17,0 7% la meta propuesta.  El 26 de diciembre, el gerente general del Banco de Chile Arturo Tagle, el presidente del Directorio de la Fundación Teletón Carlos Alberto Délano y la Directora Ejecutiva Ximena Casajeros, entregaron la cifra final alcanzada en esta campaña, llegando al total de CL$ 31 255 222 196 (US$ 65 121 830), que representa un 43,88 % por sobre la meta trazada.
Mario Kreutzberger y Ximena Casarejos señalaron que los fondos que se obtuvieron en esta oportunidad deberán alcanzar para los siguientes dos años, debido a que en el 2013 no se realizó la campaña por motivo de las elecciones presidenciales y parlamentarias que se efectuaron el 17 de noviembre del año siguiente. 
Como novedad, fue la primera Teletón con lenguaje de señas en pantalla, además de haber sido la primera vez en que la meta supera los 20 mil millones de pesos y la primera en que del cierre en el teatro hasta el cierre en el estadio, o sea, en 5 horas y 30 minutos, se han recaudado más de 10 mil millones de pesos.

## Campaña

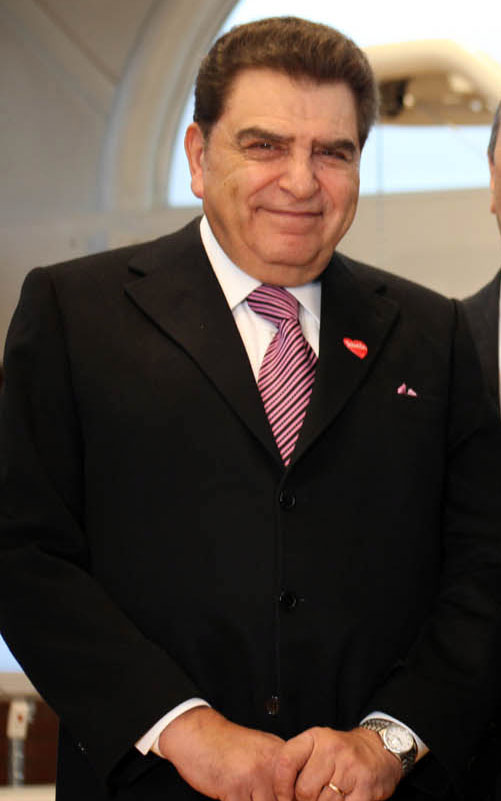
Mario Kreutzberger es el creador de la campaña.

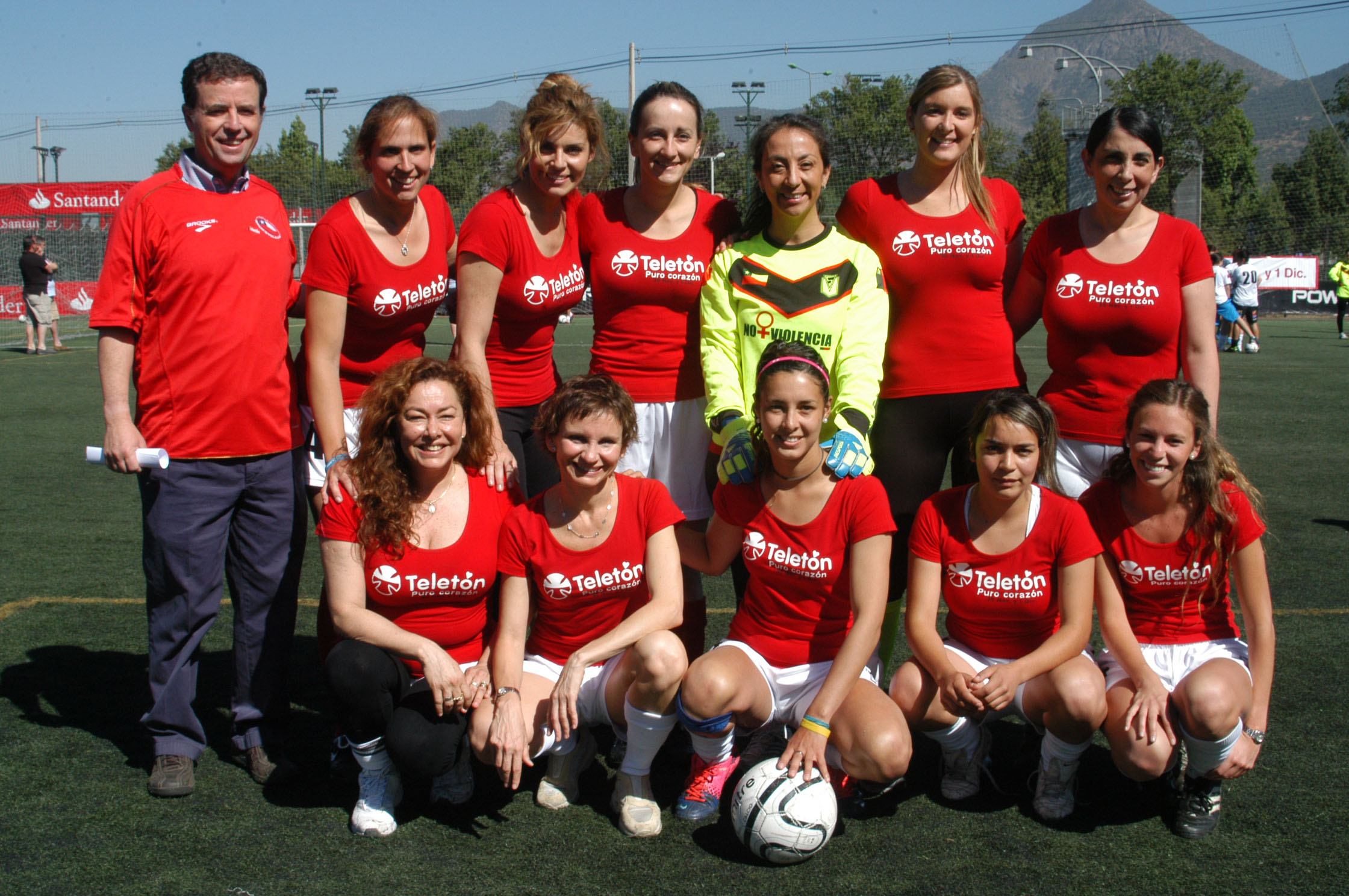
Personalidades del mundo político jugando fútbol por la Teletón 2012.

### Lanzamiento
La campaña fue lanzada oficialmente el 10 de septiembre en un acto realizado en el Instituto de Santiago, tal como ocurrió el año anterior.

### Gira Teletón
La gira tuvo como misión incentivar a los chilenos a colaborar con la campaña. Por tercer año consecutivo fue transmitido vía streaming en el sitio web de la Teletón dedicado especialmente para ello. La gira comenzó su tramo norte en las ciudades de:
- Arica: 7 de noviembre
- Iquique: 8 de noviembre
- Antofagasta: 9 de noviembre
- Copiapó: 10 de noviembre
- La Serena: 11 de noviembre

Tras un breve descanso de tres días, la delegación retomó su periplo hacia el sur. El tramo comprendió las ciudades de:
- Talca: 14 de noviembre
- Concepción: 15 de noviembre
- Temuco: 16 de noviembre
- Valdivia: 17 de noviembre
- Puerto Montt: 18 de noviembre

Los artistas que se presentaron en esta gira son: La Sonora de Tommy Rey, Natalino, DJ Méndez, Tomo como Rey, Los Vásquez, Sinergia, Mario Guerrero, José Alfredo Fuentes, Augusto Schuster, Dash y Cangri, Croni-K y Sonora Malecón, entre otros. Todos ellos estuvieron acompañados por los presentadores Daniel Valenzuela, Carmen Gloria Arroyo y Vivi Kreutzberger.
Por segundo año consecutivo, se hicieron algunas paradas de día en ciudades intermedias, en donde parte de la delegación realizó presentaciones. Estos "mini shows" se efectuaron en:
- Rancagua, Rengo, San Fernando, Chimbarongo y Curicó: 14 de noviembre
- Linares, Parral, Chillán y San Rosendo: 15 de noviembre
- Cabrero, Los Ángeles, Collipulli y Victoria: 16 de noviembre
- Mariquina y Máfil: 17 de noviembre
- Osorno: 18 de noviembre

## Participantes
Los participantes del evento fueron:
| - Américo - Arritmia - Andrés de León - Bafochi - Carlos Vives - Chancho en Piedra - Chino & Nacho - Deborah de Corral - DJ Méndez (intérprete del himno oficial «Puro corazón») - Dulce María - Shakira - Elías Díaz - Fonseca - Gloria Trevi - Joe Vasconcellos - Jordan y tú - José Luis Rodríguez - La Gallera - La Reina Isabel - La Sonora de Tommy Rey - La Sonora Malecón - Leslie Grace - Los Kuatreros del Sur - Luis Fonsi - R.K.M. & Ken-Y - J Álvarez - Farruko - Luis Jara - Marcos Llunas - Mario Guerrero - Matt Hunter - Natalia Jiménez - Natalino - Noche de Brujas - Paralamas - Pablo Alborán - Pacto Latino con Marlin Pedraza (joven de la Teletón) - Rock Bones - Ráfaga - Rosana - Shamanes Crew - Sinergia - Stefan Kramer | - Rafael Araneda - Diana Bolocco - Cecilia Bolocco - Leo Caprile - Martín Cárcamo - Francisca García-Huidobro - Karen Doggenweiler - Julián Elfenbein - Eduardo Fuentes - Daniel Fuenzalida - Juan José Gurruchaga - Luis Jara - Vivi Kreutzberger - Karol Lucero - Carolina Mestrovic - Magdalena Montes - Kike Morandé - Cristian Sánchez - Tonka Tomicic - Daniel Valenzuela - Julia Vial - José Miguel Viñuela - Antonio Vodanovic - Jean Philippe Cretton - María Luisa Godoy - Eva Gómez - Sergio Lagos - Jennifer Warner - Marcelo Arismendi - Juan Manuel Astorga - Carolina Gutiérrez | - Claudio Aldunate - Carmen Gloria Arroyo - Karen Bejarano - Ignacio Franzani - Tomás González - Karol Lucero - Nicolás Massú - Magdalena Müller - Valeria Ortega - Rocío Peralta - Cristián Pérez - Alonso Quinteros - Antonella Ríos - Eduardo Riveros - Katty Kowaleczko - Scarleth Cárdenas - Felipe Vidal - Iván Zamorano - José Emilio Muñoz - Matías del Río (Internet) - ADN Radio Chile - Radio Carolina - Radio Cooperativa - Radio Corazón - Radio Disney - Radio Pudahuel - Radio Digital FM - Radio Positiva FM - Red de emisoras asociadas a Cadena Chile y Radio Portales |

## Transmisión
La transmisión, como es usual, se hizo en conjunto con todos los canales de televisión agrupados en ANATEL: (Telecanal, La Red, UCV Televisión, TVN (TV Chile señal internacional), Mega, Chilevisión y Canal 13). La excepción fue cuando cada uno de los canales emitió su propio noticiero o programa entre las 21 y las 22 del día sábado.

### Programación
La programación de la Teletón 2012 fue la siguiente:
| Horario                                | Bloque               | Contenido y presentaciones musicales |
| -------------------------------------- | -------------------- | --- |
| 22:00 - 01:48                          | Apertura             | Bloque que dio inicio a la campaña, el cual empezó con una conversación pregrabada, en camerinos, de Isidora Guzmán (niña símbolo 2011) y Sebastián Montalván (niño símbolo 2012), quienes luego ingresaron al escenario para presentar la historia de Felipe Muñoz, padre de tres hijos y periodista de la Región de Coquimbo. Una vez concluido el video, Felipe ingresa a escena y en un momento de su alocución llamó a Don Francisco quien, finalizado el testimonio, se dirigió a los presentes con su discurso inaugural y motivacional para incentivar a los chilenos a colaborar con la campaña. Sebastián Montalván entregó la primera donación de $ 275 700 y a continuación se entregó la donación de los auspiciadores, cuyo monto fue de $ 4 809 561 018. Luego, el entonces Presidente de la República Sebastián Piñera se dirigió a los presentes en el teatro con un discurso para incentivar a todos a cooperar. Además se presentaron los participantes del "Mister Teletón". Presentaciones musicales: - DJ Méndez — "Puro corazón", junto a los niños de la "Ciclodanza" - Luis Fonsi — "Respira" - José Luis Rodríguez — "Tengo derecho a ser feliz" - Joe Vasconcellos — "La joya del Pacífico", junto a Valentin Trujillo y su familia - Dulce María — "Ya no" / "Inevitable" - Tomo como Rey — "Los que quieren tomar como rey" / "Arriba de la pelota" |
| 02:06 - 04:33                          | Humor en Teletón     | Bloque de humor en donde se hicieron diversos sketch: - "El indio bolsero", gag original del Jappening con Ja, interpretado por Luis Jara y Américo - "Gargarín", spot que formaba parte del Jappening con Ja, con dos versiones: en la primera, interpretados por Marcelo Vega e Iván Zamorano, y en la segunda, por Julián Elfenbein y Jorge Hevia. - "Los Picapiedra", interpretados por Mario Kreutzberger Don Francisco como Pedro Picapiedra, Cecilia Bolocco como Vilma Picapiedra, José Miguel Viñuela como Pablo Mármol, Francisca García Huidobro como Betty Mármol, Diana Bolocco como Pebbels Picapiedra, Fernando González como Bam Bam, Willy Sabor como Dino, Sonia Fried como la suegra de Pedro Picapiedra y Karol Lucero como Gazú. Presentaciones musicales: - Fonseca — "Te mando flores" / "Eres mi sueño" - Shamanes Crew — "Alianza" / "No me dejes" |
| 04:33 - 06:06                          | Vedetón              | Tradicional e histórico bloque de la Teletón conducido por Cristian Sánchez y Eduardo Fuentes. En esta ocasión se volvió a presentar después de varios años la vedette española Maripepa Nieto, quien abrió el segmento con la canción "Gracias Por Venir". Luego dio paso a la competencia para escoger a la ganadora de la vedetón, cuyo jurado estuvo compuesto por Américo, Fernando Godoy y Kike Morandé. Las participantes fueron: Antonella Ríos, Faloon Larraguibel, Sandra Bustamante, Vanesa Borghi y Kathy Contreras. Después de la deliberación del jurado, la ganadora fue Faloon Larraguibel, quien se coronó como la reina de la Vedetón. |
| 06:06 - 07:55                          | Trasnoche            | Bloque conducido por Julián Elfenbein y Vivi Kreutzberger que se realizó por segundo año consecutivo desde la Vega Central, en donde cuatro parejas de famosos tuvieron el desafío de preparar diversos platos para reponer energías después de una larga noche y con variados ingredientes. La competencia se hizo a la suerte de la olla. El jurado estuvo compuesto por 4 personas que trabajan en la Vega y los participantes estaban divididos en cuatro parejas: Fernando Godoy con María Eugenia Larraín, Eduardo Paxeco con Mariana Marino, Claudio Arredondo con Tanza Varela, y Cristian Riquelme con Dominique Gallego. Presentaciones musicales: - La Reina Isabel (Vega Central) |
| 07:55 - 10:23                          | El desayuno de Chile | Los animadores que recorrieron el país hicieron un alto en sus periplos y tomaron desayuno en diferentes ciudades: Jean Philippe Cretton (Calama), Jennifer Warner (La Ligua), Eva Gómez (Curicó), Sergio Lagos (Valdivia) y María Luisa Godoy (Coyhaique). También se hizo un enlace con Don Francisco desde el Pasaje Estrecho de Magallanes de la comuna de Renca, en donde compartió desayuno con los pobladores del sector. Luego en la Plaza de Renca se realizó un show para animar a todos los habitantes de dicha comuna junto a Don Francisco, Yamna Lobos, Gianella Marengo, Carla Cáceres, Tiago Correa, Rogelio Farias y Amanda Cibeli. Presentaciones musicales: - Los Kuatreros del Sur (Teatro Teletón) - Mario Guerrero — "Mi credo" (Teatro Teletón) - Ráfaga (Plaza de Renca) - José Luis Rodríguez — "Pavo real" (Plaza de Renca) - Jordan y tú |
| 10:23 - 13:23                          | Todo el mundo arriba | El tradicional segmento fue dedicado a los niños para que animen a sus padres a acompañarlos al banco a colaborar. Contó con presentaciones de los elencos de los programas Calle 7 y Yingo. Fue conducido por Carolina Mestrovic y José Miguel Viñuela. Presentaciones musicales: - Matt Hunter — "Mi amor" / "Mi señorita" - Rock Bones — "Somos invencibles" - Luis Fonsi — "Abrazar la vida" - Pacto Latino y Marlín Pedraza - "Crece libre" - Leslie Grace — "Day One" - Chino & Nacho — "Mi niña bonita" |
| 13:23 - 14:18                          | Noticias Teletón     | El tradicional segmento informativo producido por los departamentos de prensa de los canales de televisión Presentadores del noticiario - Gonzalo Ramírez (TVN) - Soledad Onetto (Mega) - Antonio Quinteros (Canal 13) - Victoria Walsh (Chilevisión) |
| 14:23 - 16:44                          | Último gol gana      | El fútbol también estuvo presente en la Teletón. Desde el Teatro Caupolicán se desarrolló un campeonato de "futsal". El torneo solidario constó de cuatro equipos conformados por exfutbolistas, políticos y figuras de la televisión que jugaron con la selección chilena de fútbol calle, la cual había ganado hace un par de meses el mundial de fútbol de la categoría. La conducción estuvo a cargo de Fernando Solabarrieta. Aldo Schiappacasse, Cristián Arcos y Rodrigo Sepúlveda fueron los comentaristas, mientras que los relatos estuvieron a cargo de Paulo Flores y Claudio Palma. La nómina de los tres equipos restantes fue: - Equipo de Futbolistas: Iván Zamorano, Miguel Ramírez, Gabriel Mendoza, Sergio Bernabé Vargas, Marcelo Barticciotto, Rodrigo Goldberg, Marcelo Salas y Javier Elizondo. Director Técnico: Hugo Rubio. - Equipo de Políticos: Laurence Golborne, Nicolás Monckeberg, Felipe Harboe, Rodrigo Delgado, Pedro Browne, Gustavo Hasbún, Joaquín Godoy Ibáñez, Fidel Espinoza y Andrés Velasco Brañes. Director Técnico: Claudio Orrego. - Equipo de Farándula: Agustín Pastorino, Julián Elfenbein, Renato Munster, Ariel Levy, Claudio Valdivia, Camilo Huerta, Daniel Valenzuela, Ruperto, Esteban Morais, Karol Lucero y Cristian Sánchez. Director Técnico: Eduardo Bonvallet. En el entretiempo se enfrentaron dos equipos femeninos integrados por figuras de la televisión y del espectáculo como Yamna Lobos, Pamela Le Roy, Claudia Schmidt, Karen Bejarano, Pamela Díaz, Nicole "Luli" Moreno, Gianella Marengo, Tanza Varela, Francesca Cigna, Lucila Vit, Mariana Marino, Loreto Aravena, Faloon Larraguibel, Gisela Molineros, Valentina Roth, Sabrina Sosa y Rose Marie Segura. El torneo fue ganado por la selección chilena de fútbol calle. Presentaciones musicales: - Grupo de ciclodanza a cargo de Rodrigo Díaz |
| 16:44 - 18:56                          | Míster Teletón       | Bloque en el que se eligió al Mister Teletón 2012. El jurado estuvo compuesto por Patricia Maldonado, Carmen Gloria Arroyo y Antonella Ríos. Los finalistas fueron Felipe Camus, Maickol "Dash" González, Agustín Pastorino, Joche Bibbo y el ganador Marcelo Marocchino. Presentaciones musicales: - Natalino — Medley ("Por ti" / "Si hablo de tí, hablo de mí" / "Cuando estás") - Marcos Llunas - Elías Díaz y ciclodanza — "Hay tanto amor" |
| 18:56 - 21:09                          | Estelar              | Último bloque en el Teatro Teletón donde se mostraron las últimas historias, se recibieron diversas donaciones y se entregó el último computo en el teatro que correspondió a $15 187 912 404 Presentaciones musicales: - Noche de Brujas - Sinergia— "Toy chato" / "Día del s-xo" - Musical "Puro corazón" (Peter Rock, José Alfredo Fuentes y Germán Casas) - Paralamas — "Uma brasileira" |
| Noticieros de cada canal (21:09-22:09) |                      | |
| 22:10 - 02:35                          | Cierre               | Último segmento que se transmitió desde el Estadio Nacional Julio Martínez Prádanos, en la cual estuvieron diversos artistas y se incluyeron las últimas donaciones. Luego de la obertura, Mario Kreutzberger se dirigió a los presentes en el estadio agradeciendo a los animadores que lo acompañaron durante las 25 horas del programa en el Teatro Teletón e incentivando a todos los chilenos a seguir colaborando. A la 00:54 de la madrugada del domingo 2 de diciembre se sobrepasó la meta, ya que el computo que se entregó fue de $22 297 927 315. Después de dar los agradecimientos correspondientes y pedir a los televidentes que continuaran haciendo donaciones hasta el término del programa, se presentó el humorista Stefan Kramer y en cuya rutina imitó a Don Francisco. Después de la presentación de Luis Fonsi, Mario Kreutzberger, acompañado de todos los animadores y antes de entregar el computo final, se dirigió al público en el estadio: "Aquí, que vengan todos los animadores. Quiero decirles, amigas y amigos, a los que nos están escuchando por la radio, que nos ven por la televisión, por el streaming, que podemos garantizarles a los 30 000 niños su atención durante el año 2013 y 2014, cuando volvamos con la Teletón. Pero más que eso: les podemos garantizar a cada uno de ustedes que esta instancia de unión, de juntarnos por el bien común, de ayudar a la discapacidad y, más que eso, de tener esta oportunidad de encontrarnos en estas 27 horas, de abrazarnos a la distancia aunque este uno muy lejos en el norte o en el sur. A través de estas últimas palabras del día de hoy quisiera agradecerle a los productores, a toda la gente que ha trabajado detrás de las cámaras y que ustedes no han visto, a los directores, a los creativos, a todos los artistas que han venido de diferentes rincones y a cada una y cada uno de ustedes que fue al banco, que vino al estadio, que se hizo presente, y permitió que esta Teletón fuera nuevamente un éxito, porque el último computo es: $ 25 445 520 245..... No importa, gracias. ¡Vamos chilenos a encontrarlos de nuevo! ¡Vamos chilenos a vernos el 2014! Aquí está nuestro niño símbolo. ¡Démosle un gran aplauso! Él representa a los 30 mil niños..." Con el "Himno de la alegría" y acompañado de un show pirotécnico, concluyó la vigésima quinta versión de esta campaña. Presentaciones musicales: - Andrés de León — "En mi corazón" (junto a un coro de niños) - Gloria Trevi — "Gloria" / "Todos me miran" - Rock Bones — "Somos invencibles" - Paralamas — "Halagados" - Matt Hunter — "Mi señorita" - Deborah de Corral — "Algo" - La Gallera — "La cueca y las cantoras" - DJ Méndez — "Gracias a la vida" / "Mi Chile" - Bafochi - Leslie Grace — "Will U Still Love Me Tomorrow" - Rosana — "Llegaremos a tiempo" / "Si tú no estas" - Villa Cariño, La Sonora de Tommy Rey y Viking 5 - Natalia Jiménez — "Algo Más" / "Me muero" / "El sol no regresa" - Chino & Nacho — "El poeta" / "Mi niña bonita" - Américo — Medley ("Que levante la mano" / "El embrujo" / "Te vas" / "Lágrimas de amor"), Dúo con Luis Jara — "Dos corazones rotos" - Chancho en Piedra y Florcita Motuda - Rodrigo Díaz y Ballet - Pablo Alborán — "Tanto" / "Solamente tú" - José Luis Rodríguez — "Agárrense de las manos" - Carlos Vives — "La gota fría" / "Volví a nacer" - Luis Fonsi — "Aquí estoy yo" / "No me doy por vencido" |

## Recaudación

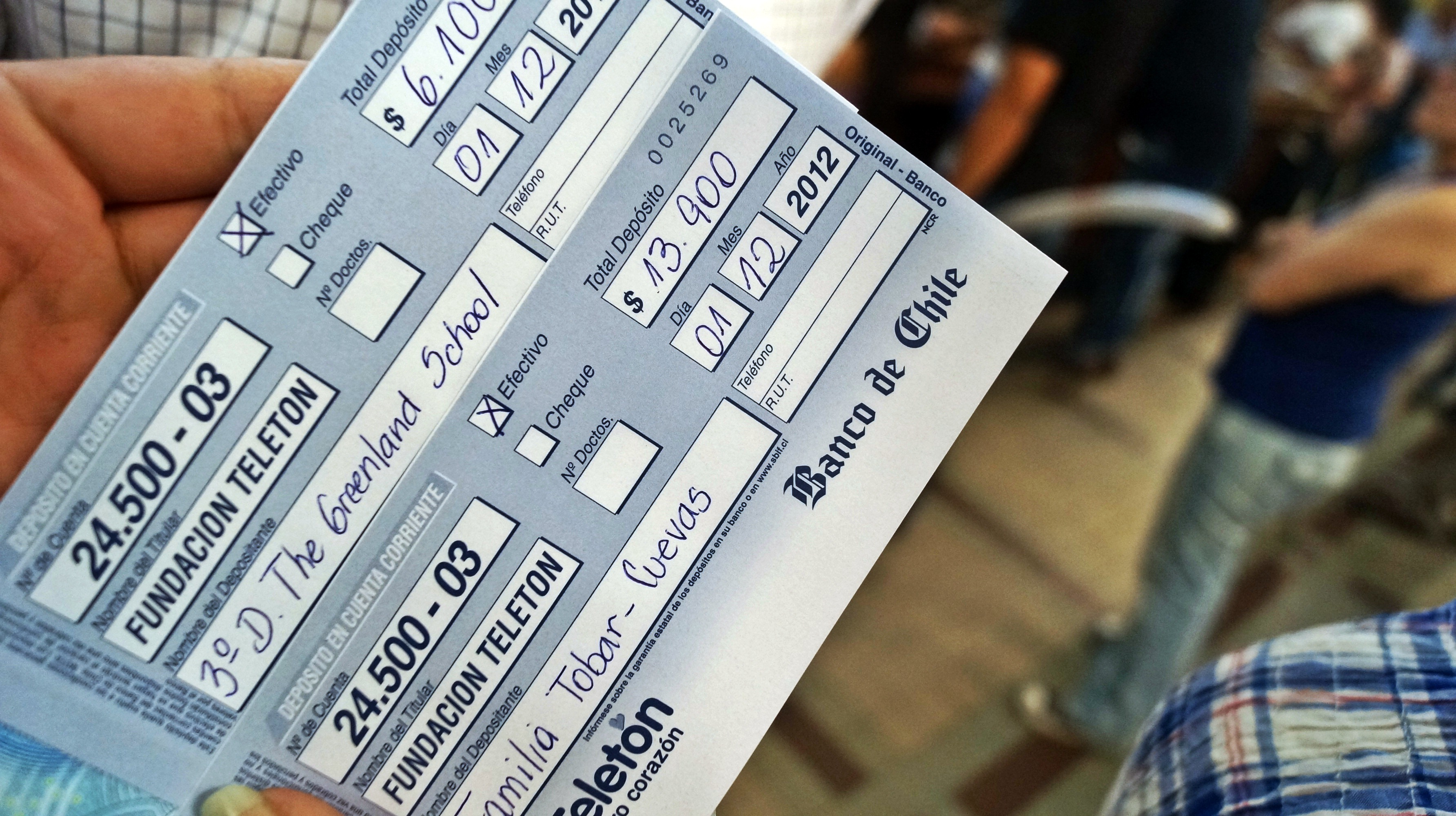
Comprobantes de depósito en el Banco de Chile de donación a la Teletón.

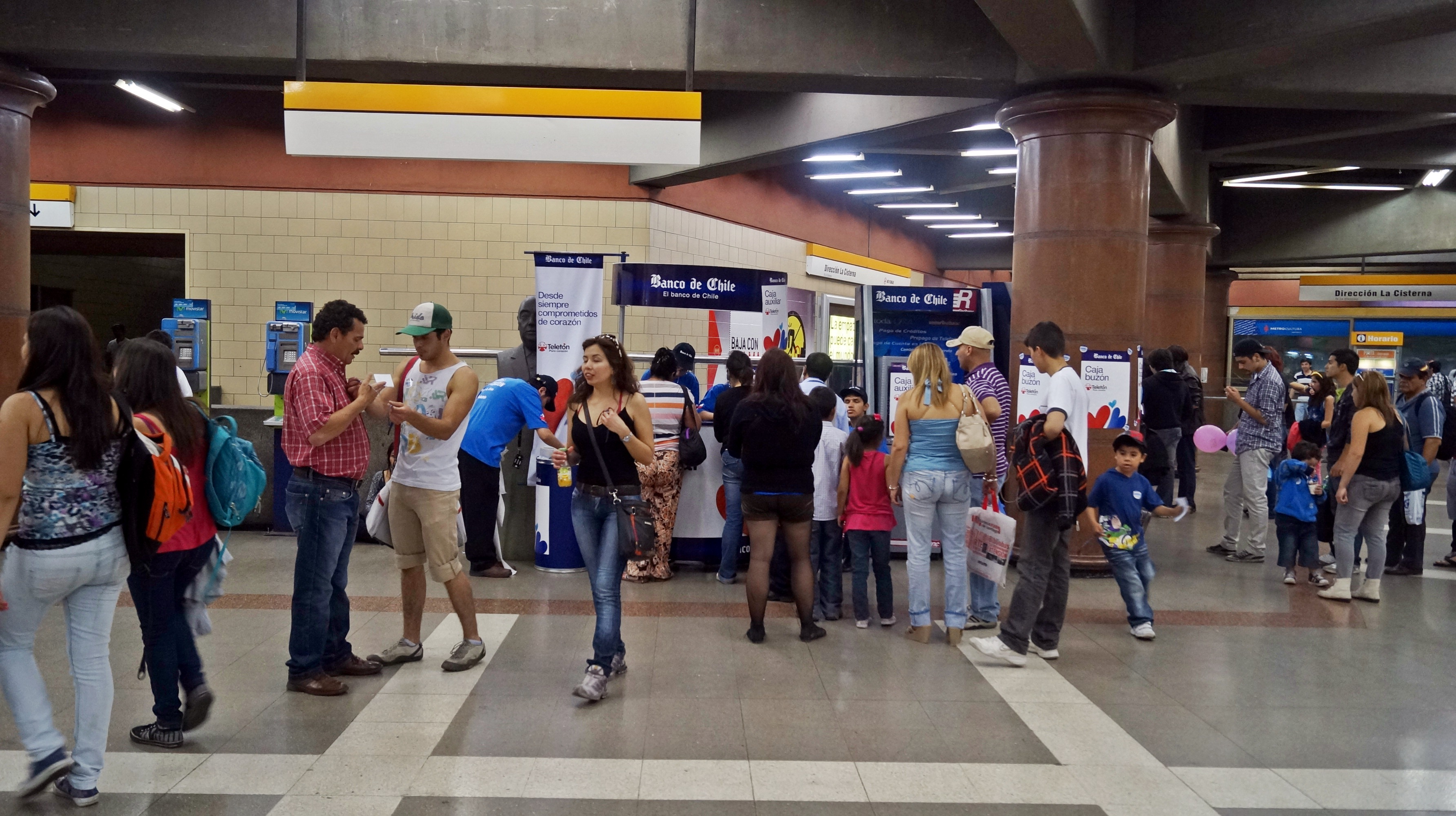
Personas asistiendo a una caja auxiliar del Banco de Chile ubicada en la estación Cal y Canto del Metro de Santiago.

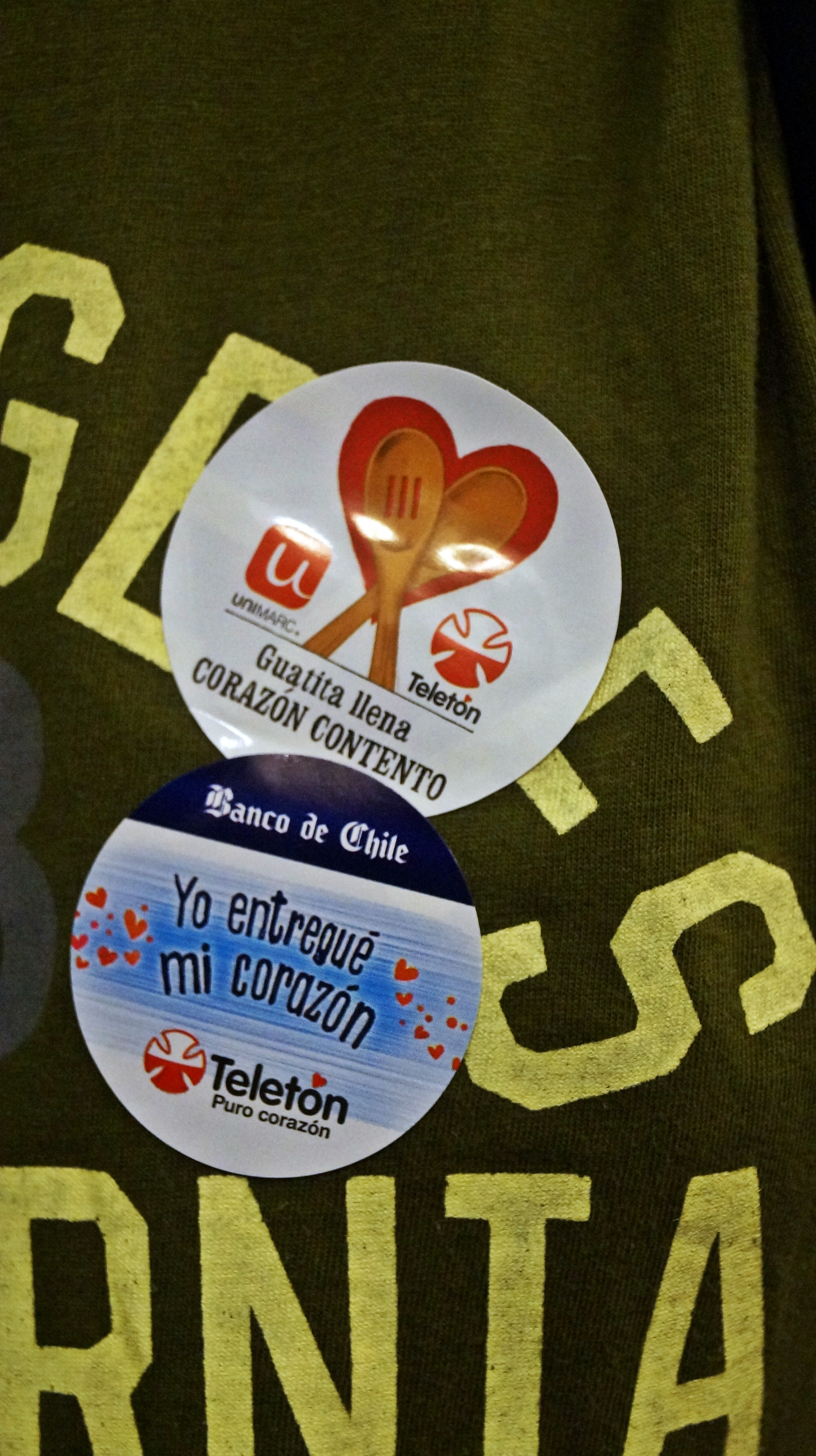
Distintivos de colaboración en el desafío Unimarc y depósito en el Banco de Chile.

### Cómputos parciales
| Hora            | Monto en pesos   | % meta   | Monto en dólares | Monto en euros |
| --------------- | ---------------- | -------- | ---------------- | -------------- |
| 22:24           | $ 275 700        | < 0.01 % | $574             | € 442          |
| 22:29           | $ 4 809 561 018  | 22,13 %  | $ 10 020 963     | € 7 712 796    |
| 00:44           | $ 5 462 510 933  | 25,13 %  | $                | €              |
| 01:47           | $ 5 760 069 282  | 26,51 %  | $                | €              |
| 03:19           | $ 5 979 493 233  | 27,51 %  | $ 12 458 575     | € 9 588 979    |
| 04:14           | $ 6 179 493 233  | 28,43 %  | $                | €              |
| 06:00           | $ 6 607 517 631  | 30,40 %  | $                | €              |
| 07:20           | $ 6 775 173 570  | 31,18 %  | $                | €              |
| 09:29           | $ 6 869 336 440  | 31,60 %  | $                | €              |
| 11:58           | $ 7 016 728 263  | 32,28 %  | $                | €              |
| 13:17           | $ 7 702 086 681  | 35,44 %  | $ 16 047 686     | € 12 351 361   |
| 15:42           | $ 8 950 024 735  | 41,18 %  | $ 18 647 827     | € 14 352 603   |
| 16:42           | $ 10 492 954 828 | 48,28 %  | $ 21 862 600     | € 16 826 905   |
| 18:07           | $ 11 441 929 231 | 52,64 %  | $ 23 839 836     | € 18 348 716   |
| 19:37           | $ 12 447 289 424 | 57,27 %  | $ 25 934 554     | € 19 960 950   |
| 21:09           | $ 15 187 912 404 | 69,88 %  | $ 31 644 781     | € 24 355 919   |
| 22:51           | $ 16 477 602 716 | 75,81 %  | $ 34 331 915     | € 26 424 115   |
| 00:08           | $ 19 298 315 905 | 88,79 %  | $ 40 209 013     | € 30 947 519   |
| 01:04           | $ 22 297 927 315 | 102,59 % | $ 46 458 855     | € 35 757 811   |
| 01:58           | $ 25 017 043 583 | 115,10 % | $                | €              |
| 02:30           | $ 25 445 520 245 | 117,07 % | $ 53 017 023     | € 40 805 412   |
| 26 de diciembre | $ 31 255 222 196 | 143,8 %  | $ 65 121 830     | € 50 122 073   |

Tasa de conversión:
* 1 dólar equivalente a $479,95; 
* 1 euro equivalente a $623,582;

### Aportes de empresas auspiciadoras
En esta versión fueron 26 los auspiciadores de la campaña:
| Empresa          | Giro                     | Monto en pesos  | Monto en dólares | Monto en euros |
| ---------------- | ------------------------ | --------------- | ---------------- | -------------- |
| Banco de Chile   | Banco                    | $ 1 000         | $ 2 083 550      | € 1 603 638    |
| Aceite Belmont   | Aceite                   | $ 100 000       | $ 208 355        | € 160 364      |
| Bilz y Pap       | Gaseosa                  | $ 503 674 965   | $ 1 049 432      | € 807 712      |
| Campanario Sour  | Pisco                    | $ 503 674 965   | $ 1 049 432      | € 807 712      |
| Cristal Cero     | Cerveza                  | $ 503 674 965   | $ 1 049 432      | € 807 712      |
| Nestlé Pure Life | Agua pufiricada          | $ 503 674 965   | $ 1 049 432      | € 807 712      |
| Cannes           | Alimentos para perros    | $ 147 373 263   | $ 307 060        | € 236 333      |
| Claro            | Telecomunicaciones       | $ 216 225 923   | $ 450 518        | € 346 748      |
| Colún            | Productos lácteos        | $ 152 327 500   | $ 317 382        | € 244 278      |
| Copec            | Gasolinera               | $ 279 000       | $ 581 311        | € 447 415      |
| Babysec          | Pañales                  | $ 350 000       | $ 729 243        | € 561 273      |
| Confort          | Papel higiénico          | $ 350 000       | $ 729 243        | € 561 273      |
| LadySoft         | Toallas femeninas        | $ 350 000       | $ 729 243        | € 561 273      |
| Daily Gotas      | Edulcorante              | $ 130 000       | $ 272 862        | € 208 473      |
| LAN Airlines     | Aerolínea                | $ 270 000       | $ 562 559        | € 432 982      |
| Los Héroes       | Caja de compensación     | $ 300 000       | $ 625 065        | € 481 092      |
| Lucchetti        | Pastas                   | $ 135 000       | $ 281 279        | € 216 421      |
| Omo              | Detergentes              | $ 160 000       | $ 333 368        | € 256 582      |
| Ripley           | Tiendas por departamento | $ 446 000       | $ 929 263        | € 715 223      |
| Sodimac          | Tienda de retail         | $ 581 000       | $ 1 210 543      | € 931 714      |
| Soprole          | Productos lácteos        | $ 241 000       | $ 502 136        | € 386 477      |
| Tapsin           | Farmacéutica             | $ 120 000       | $ 250 026        | € 192 437      |
| Té Supremo       | Té                       | $ 170 000       | $ 354 204        | € 272 619      |
| Watt's           | Néctar                   | $ 105 000       | $ 218 733        | € 168 382      |
| Total            | Total                    | $ 5 406 601 651 | $ 11 264 927     | € 8 670 234    |

### Tareas
| Empresa | Tarea | Estado   |
| ------- | --- | -------- |
| Cuprum  | Tuvo el desafío "Corrida Cuprum" que comenzó a las 08:30 frente al Palacio de La Moneda. Si se lograba reunir a más de 7.000 personas, la empresa donaba $250.000.000. A las 11:33 llegaron más de 13 000 corredores, con lo cual se cumplió el desafío y a la vez, se agregaron $10 000 000 por romper la meta de corredores virtuales. | Cumplida |
| Ripley  | Tuvo el desafío de lograr 85 000 compras y si se lograba dicha cantidad, donaba $ 200 000 | Cumplida |
| Unimarc | Desafío "Guatita llena, corazón contento", que empezó el sábado a las 09:00. Si se lograban 700.000 compras durante el día sábado, la empresa entregaba $200 000 000, cosa que se cumplió. En total, la empresa donó $504 000 000 | Cumplida |

### Subastas
| Objeto                                                                           | Dinero por el objeto                                        |
| -------------------------------------------------------------------------------- | ----------------------------------------------------------- |
| Camiseta de la selección chilena firmada por los jugadores de estas.             | $ 700 000                                                   |
| Camiseta de la Juventus firmada por Arturo Vidal                                 | $ 1 000                                                     |
| Camiseta de Tomás González                                                       | $ 500 000                                                   |
| Raqueta de Nicolás Massú                                                         | $ 600 000                                                   |
| 7 camisetas de Colo-Colo                                                         | $ 550 000                                                   |
| 7 camisetas de Universidad de Chile con el distintivo de "Claro con la Teletón". | Camiseta de Enzo Gutiérrez: $ 500 000. restantes: $ 750 000 |
| Camiseta de Ángelo Henríquez del Manchester United                               | $ 700 000                                                   |
| Camiseta del FC Barcelona firmada por Alexis Sánchez                             | $ 1 500 000                                                 |
| Camiseta de Colo-Colo, campeón de la Copa Libertadores femenina                  | $ 250 000                                                   |
| Chaqueta usada por Matt Hunter en su presentación por la Teletón                 | $ 670 000                                                   |
| Camiseta de Iván Zamorano del América (campeón)                                  | $ 1 000                                                     |
| Camiseta de Mauricio Isla de la Juventus autografiada                            | $ 210 000                                                   |
| Camiseta de Arturo Vidal en Juventus – UEFA Champions League                     | $ 400 000                                                   |
| Camiseta de Marcelo Díaz del Basilea de Suiza                                    | $ 250 000                                                   |
| Camiseta de la selección chilena firmada por Mauricio Isla.                      | $ 200 000                                                   |
| Camiseta de Eduardo Vargas del Napoli (no autografiada)                          | $ 150 000                                                   |
| Total aporte de subastas                                                         | $ 9 930 000                                                 |